# ヘンリー・カヴィル
ヘンリー・カヴィル（Henry Cavill, 1983年5月5日 - ）は、イギリスの俳優・モデル。身長185cm。

## プロフィール
英国海峡に浮かぶ、イギリスの王領植民地であるチャンネル諸島のジャージー島で、5人兄弟の4男として生まれた。その後イングランドに渡り、バッキンガムシャーのボーディングスクール（Stowe School）に通った。この頃から演じることに目覚め、「舞台袖から、ライトの中に出る時に感じる恐怖やアドレナリンは何事にも変えられないものがあると感じた」とインタビューで答えている。
2005年にはダニエル・クレイグやサム・ワーシントンと共に『007』シリーズのジェームズ・ボンド役のオーディションの最終テストに残っていたが、カヴィルは「若すぎる」ことがネックとなり、ボンド役はダニエル・クレイグに決定した。また、『トワイライト』シリーズの作者であるステファニー・メイヤーにエドワード・カレン役を演じてほしいと言われていたが、年齢が高すぎることがネックとなり、同役はロバート・パティンソンへと渡った。
2008年にはダンヒルのフレグランスのイメージモデルを務めた。
2013年公開のスーパーマン映画『マン・オブ・スティール』でクラーク・ケント / スーパーマンを演じ、2016年公開の『バットマン vs スーパーマン ジャスティスの誕生』、2017年公開の『ジャスティス・リーグ』でも同役で出演した。
2018年には『ミッション:インポッシブル/フォールアウト』でトム・クルーズと共演した。
2019年にはアンドレイ・サプコフスキ原作のドラマシリーズ『ウィッチャー』で主人公「リヴィアのゲラルト」を演じた。本作はNetflixで配信した。
2022年10月スーパーマン復帰を自ら発表したが、同年12月15日ジェームズ・ガンが新たな「スーパーマン」映画の企画を発表し、復帰は一旦たち消えとなった。

## 私生活
2011年5月、馬術競技選手のエレン・ウィテカーと婚約を発表したが、2012年8月破局が報じられた。2013年には、女優のケイリー・クオコとの交際が報じられた。2016年、13歳年下の未成年者である19歳の女性との交際が物議を醸したが、同年5月に破局が報じられた。

## フィルモグラフィ
※役名の太字表記は主演。

### 映画

#### 劇場公開映画
| 年   | 題名                                                                             | 役名                                         | 備考               | 吹替           |
| ---- | -------------------------------------------------------------------------------- | -------------------------------------------- | ------------------ | -------------- |
| 2001 | Laguna                                                                           | トーマス・アプレア                           |                    | N/A            |
| 2002 | モンテ・クリスト伯 The Count of Monte Cristo                                     | アルベール・モンデーゴ                       | 不明               |                |
| 2003 | I Capture the Castle                                                             | スティーブン・コリー                         | N/A                |                |
| 2005 | ヘルレイザー ヘルワールド Hellraiser: Hellworld                                  | マイク                                       | 不明               |                |
| 2006 | トリスタンとイゾルデ Tristan & Isolde                                            | メロート                                     | 内田夕夜           |                |
| 2006 | Red Riding Hood                                                                  | ザ・ハンター                                 | N/A                |                |
| 2007 | スターダスト Stardust                                                            | ハンフリー                                   | 佐藤美一           |                |
| 2009 | 人生万歳! Whatever Works                                                         | ランディ                                     | （吹き替え版なし） |                |
| 2009 | ブラッド・クリーク Blood Creek                                                   | エバン・マーシャル                           | （吹き替え版なし） | 日本劇場未公開 |
| 2011 | インモータルズ -神々の戦い- Immortals                                            | テセウス                                     |                    | 小森創介       |
| 2012 | シャドー・チェイサー The Cold Light of Day                                       | ウィル・ショー                               | 内田夕夜           |                |
| 2013 | マン・オブ・スティール Man of Steel                                              | クラーク・ケント / カル＝エル / スーパーマン | 星野貴紀           |                |
| 2015 | コードネーム U.N.C.L.E. The Man from U.N.C.L.E.                                  | ナポレオン・ソロ                             | 星野貴紀           |                |
| 2016 | バットマン vs スーパーマン ジャスティスの誕生 Batman v Superman: Dawn of Justice | クラーク・ケント / スーパーマン              | 星野貴紀           |                |
| 2017 | ジャスティス・リーグ Justice League                                              | クラーク・ケント / スーパーマン              | 星野貴紀           |                |
| 2018 | ミッション:インポッシブル/フォールアウト Mission: Impossible - Fallout           | オーガスト・ウォーカー                       | DAIGO              |                |
| 2018 | サスペクト-薄氷の狂気- Night Hunter                                              | ウォルター・マーシャル                       | 小松史法           |                |
| 2022 | ブラックアダム Black Adam                                                        | クラーク・ケント / スーパーマン              | カメオ出演         | 星野貴紀       |
| 2024 | ARGYLLE/アーガイル Argylle                                                       | エージェント・アーガイル                     |                    | 星野貴紀       |
| 2024 | デッドプール&ウルヴァリン Deadpool & Wolverine                                   | カヴィルリン                                 | カメオ出演         | 星野貴紀       |
| 2025 | アンジェントルメン The Ministry of Ungentlemanly Warfare                         | ガス・マーチ＝フィリップス                   |                    | (吹替版なし)   |
| 2025 | In the Grey                                                                      | TBA                                          | TBA                |                |
| TBA  | Highlander                                                                       | コナー・マクラウド / ラッセル・ナッシュ      | TBA                |                |
| TBA  | Voltron                                                                          | TBA                                          | TBA                |                |

#### WEB配信映画
| 年   | 題名                                                                       | 役名                            | 配信局  | 吹替     |
| ---- | -------------------------------------------------------------------------- | ------------------------------- | ------- | -------- |
| 2017 | 砂の城 Sand Castle                                                         | サイバーソン大尉                | Netflix | 星野貴紀 |
| 2020 | エノーラ・ホームズの事件簿 Enola Holmes                                    | シャーロック・ホームズ          | Netflix | 星野貴紀 |
| 2021 | ジャスティス・リーグ:ザック・スナイダーカット Zack Snyder's Justice League | クラーク・ケント / スーパーマン | U-NEXT  | 星野貴紀 |
| 2022 | エノーラ・ホームズの事件簿2 Enola Holmes 2                                 | シャーロック・ホームズ          | Netflix | 星野貴紀 |

### テレビシリーズ

#### テレビドラマ
| 年        | 題名                                        | 役名                   | 備考                        | 吹き替え         |
| --------- | ------------------------------------------- | ---------------------- | --------------------------- | ---------------- |
| 2002      | リンリー警部 The Inspector Lynley Mysteries | チャズ・クイルター     | シーズン1「寄宿舎殺人事件」 | (吹き替え版なし) |
| 2002      | チップス先生さようなら Goodbye, Mr. Chips   | コーリー               | テレビ映画                  | (吹き替え版なし) |
| 2003      | バーナビー警部 Midsomer Murders             | シモン・メイフィールド | 第29話「森の聖者」          | (吹き替え版なし) |
| 2007-2010 | THE TUDORS〜背徳の王冠〜 The Tudors         | チャールズ・ブランドン | 計38話出演                  | 伊藤健太郎       |
| TBA       | WarHammer40,000                             | TBA                    | 兼製作総指揮                |                  |

#### WEB配信ドラマ
| 年        | 題名                                                                                         | 役名               | 配信局  | 備考                       | 吹替         |
| --------- | -------------------------------------------------------------------------------------------- | ------------------ | ------- | -------------------------- | ------------ |
| 2019-2023 | ウィッチャー The Witcher                                                                     | リヴィアのゲラルト | Netflix | 計24話出演                 | 東地宏樹     |
| 2020      | ウィッチャー: 制作の舞台裏 Making The Witcher                                                | 本人               | Netflix | スペシャルドキュメンタリー | (吹替版なし) |
| 2020      | ウィッチャー: エピソード撮影現場に密着 The Witcher: A Look Inside the Episodes               | 本人               | Netflix | ドキュメンタリー 計8話出演 | (吹替版なし) |
| 2021      | ウィッチャー: シーズン2より 制作の舞台裏 Making The Witcher: Season 2                        | 本人               | Netflix | スペシャルドキュメンタリー | (吹替版なし) |
| 2021      | ウィッチャー: シーズン1総集編 物語の始まり The Witcher: Season One Recap: From the Beginning | リヴィアのゲラルト | Netflix | スペシャルコレクション     | 東地宏樹     |
| 2021      | ウィッチャー: 怪物図鑑 シーズン1 第1章 The Witcher: Bestiary Season1 Part1                   | リヴィアのゲラルト | Netflix | スペシャルコレクション     | (吹替版なし) |
| 2021      | ウィッチャー: 大陸のキャラクターたち The Witcher: Characters of The Continent                | リヴィアのゲラルト | Netflix | スペシャルコレクション     | (吹替版なし) |
| 2022      | ウィッチャー: 怪物図鑑 シーズン1 第2章 The Witcher: Bestiary Season1 Part2                   | リヴィアのゲラルト | Netflix | スペシャルコレクション     | (吹替版なし) |
| 2023      | ウィッチャー: シーズン3より 制作の舞台裏 Making The Witcher: Season 3                        | 本人               | Netflix | スペシャルドキュメンタリー | (吹替版なし) |

## 日本語吹き替え
当初、作品ごとに異なる声優が務めていたが、『マン・オブ・スティール』で星野貴紀が起用されたことがきっかけで、以降は星野が主に声を務めるようになっている。
星野自身、カヴィルに入れ込んでおり、『ミッション:インポッシブル/フォールアウト』でカヴィルの吹き替えを別の人物が務めると知った際には、（配給会社が違っており、厳密には降板ではないとしながらも、）「複雑な気持ちはある」「オーディションに負けたようで悔しい」と語っていた。
このほかにも、内田夕夜、伊藤健太郎、東地宏樹、小松史法、小森創介なども声を当てている。